# پنتاکلروفنول
پنتاکلروفنول (به انگلیسی: Pentachlorophenol) یک ترکیب شیمیایی با شناسه پاب‌کم ۹۹۲ است. که جرم مولی آن ۲۶۶٫۳۴ می‌باشد. شکل ظاهری این ترکیب، جامد بلوری سفید است.